# Maniac Cop
Série Maniac Cop
Maniac Cop 2
(1990)
Pour plus de détails, voir Fiche technique et Distribution.
Maniac Cop ou Le flic de l’enfer au Québec est un film d'horreur américain réalisé par William Lustig et sorti en 1988.
Il connaitra deux suites, Maniac Cop 2 (1990) et Maniac Cop 3 (1993), également réalisées par William Lustig.

## Synopsis
À New York, une femme tente d'échapper à deux criminels dans la rue. Elle pense trouver de l'aide auprès d'un homme qu'elle pense être un policier. Mais ce dernier la tue sauvagement, sous les yeux des deux criminels. L'enquête est confiée à Frank McCrae, un lieutenant au passé suicidaire. Persuadé que le tueur est réellement un policier, McCrae doit faire face à ses supérieurs et collègues qui ne partagent pas cet avis. Une psychose générale se développe peu à peu en ville après d'autres meurtres similaires. De plus, l'affaire fuite dans la presse. Vêtu d'un uniforme de policier et armé d'une matraque-épée, le tueur poursuit ses meurtres, alors que la méfiance à l'égard des forces de l'ordre de la ville s'accentue.
Alertée par des mystérieux appels téléphoniques, Ellen Forrest suspecte son mari, Jack, d'être le policier-tueur. Alors que leur couple est en crise, elle décide de le suivre. Elle le retrouve dans un hôtel où elle découvre qu'il a en réalité une liaison. En repartant de là, elle se fait agresser. Son corps est retrouvé peu après dans un hôtel miteux de la 11e avenue. Jack Forrest est alors le premier suspect. Il est interrogé par son supérieur, le capitaine Ripley, et par McCrae. Jack est également suspecté d'être le fameux policier-tueur. Pour sa défense, Jack ne veut pas donner le nom de sa maîtresse, elle aussi policière, Theresa Mallory. Celle-ci manque de se faire tuer par le maniaque alors quelle est en mission sous couverture déguisée en prostituée. McCrae arrive à temps sur les lieux et la sauve. Il tente alors de la convaincre de se cacher, persuadé qu'elle et Jack sont en danger. McCrae se rapproche ensuite d'une policière handicapée, Sally Noland, qui s'occupe aujourd’hui des archives. Il la suspecte d'avoir livré des informations au tueur, notamment au sujet de Theresa. En suivant Sally, Frank McCrae découvre qu'elle est bien en lien avec le tueur. Elle semble le connaître personnellement et l'appelle "Matt". Sally avoue à Matt ne pas comprendre pourquoi il ne tue pas que des criminels comme il l'avait initialement prévu.
Après recherches, McRae comprend que le tueur n'est autre que Matt Cordell, un officier de police jadis accusé et jugé coupable de corruption puis assassiné dans la prison de Sing Sing par d'anciens détenus qu'il avait lui-même arrêté. Il est ainsi en quête de vengeance envers ceux qui l'ont jeté en prison, notamment le maire de la ville et le commissaire Pike.
Au commissariat, Sally est tuée par Cordell alors que McCrae lui avait pourtant tiré plusieurs balles dessus. Cordell tue ensuite McCrae en le jetant par la fenêtre. Dans la panique, Jack parvient à s'échapper de sa cellule et s'enfuit avec Theresa. Le lendemain, ils se rendent tous les deux à Sing Sing pour tenter de prouver que Cordell est toujours vivant. Ils rencontrent le médecin de la prison, le Dr Gruber, qui avait pratiqué l'autopsie de Matt Cordell. Le médecin finit par avouer qu'il a en réalité caché qu'il est toujours en vie et qu'il avait remis son corps à Sally, bien qu'il fût persuadé qu'il était en état de mort cérébrale.
Alors que la ville est en plein défilé de la fête de la Saint-Patrick, Theresa est arrêtée et suspectée d'être la complice du tueur. Pike et Ripley sont toujours persuadés qu'il s'agit de Jack. Au commissariat, Cordell tue plusieurs policiers, dont le commissaire et le capitaine. Il tente ensuite de s'en prendre à Theresa. Cordell s'échappe en volant un camion de police dans lequel Jack est enfermé. Theresa le prend en chasse avec un jeune policier. Ils le retrouvent finalement à un embarcadère. Cordell tire sur le jeune policier et parvient à nouveau à s'enfuir avec le camion. Celui-ci finit au fond de l'eau. Le véhicule est ensuite repêché par des policiers. Mais le corps n'est pas retrouvé. Un main sort alors lentement de l'eau...
Version longue
Le maire, désormais convaincu que Cordell est mort, se détend dans son bureau. Après que l'assistant du maire ait quitté le bureau, Cordell apparaît silencieusement derrière le rideau et tue le maire pour se venger de l'avoir piégé.

## Fiche technique
- Titre original et français : Maniac Cop
- Titre québécois : Le Flic de l'enfer
- Réalisation : William Lustig
- Scénario : Larry Cohen
- Musique : Jay Chattaway
- Direction artistique : Jonathan R. Hodges
- Décors : Jonathon Hodges
- Costumes : Dorothy Amos
- Photographie : James Lemmo (en) et Vincent J. Rabe
- Montage : David Kern
- Production : Larry Cohen
- Société de production et de distribution : Shapiro-Glickenhaus Entertainment
- Budget : 1,1 million de dollars[2]
- Pays de production :  États-Unis
- Langue originale : anglais
- Format : couleur
- Genre : horreur (slasher), fantastique
- Durée : 81 minutes (version DVD France), 85 minutes, 94 minutes (version DVD Originale)
- Dates de sortie :
  - États-Unis : 13 mai 1988
  - France : 22 juin 1988
- Classification[3] :
  - États-Unis : R
  - France : interdit aux moins de 13 ans (puis moins de 12 ans)

## Distribution
- Tom Atkins (VF : Georges Berthomieu) : le lieutenant Frank McCrae
- Bruce Campbell (VF : Joël Martineau) : l'officier Jack W. Forrest Jr.
- Laurene Landon (VF : Maïk Darah) : Theresa Mallory
- Richard Roundtree (VF : Pierre Saintons) : le commissaire Pike
- William Smith (VF : Jean Michaud) : le capitaine Ripley
- Robert Z'dar : Matt Cordell
- Sheree North (VF : Katy Vail) : Sally Noland
- Nina Aversen : Regina Sheperd
- Nick Barbaro : le conseiller municipal
- Lou Bonacki (VF : Michel Derain) : l'inspecteur Lovejoy
- Barry Brenner : le médecin légiste
- Victoria Catlin (en) : Ellen Forrest
- Jim Dixon : Clancy
- Corey Eubanks : Bremmer
- Jill Gatsby : Cassie Philips
- Rocky Giordani (VF : Philippe Peythieu) : Fowler
- Jake LaMotta : un inspecteur
- William Lustig : le gérant de l'hôtel
- Sam Raimi : le journaliste TV à la parade (caméo)
- George Buck Flower : le vieil homme
- Ken Lerner : le maire (version longue - non crédité)
- Leo Rossi : le chef de cabinet du maire (version longue - non crédité)

## Production

### Genèse et développement
L'idée du film démarre lors d'un repas entre William Lustig et Larry Cohen. Le second lui demande pourquoi il n'a jamais fait de suite à Maniac (1980). Alors que sont sortis des films comme Robocop et Beverly Hills Cop, Larry Cohen a alors l'idée du titre Maniac Cop. William Lustig est emballé : « J’ai trouvé que c’était un super titre ! En discutant un peu de ce que pourrait être le film, nous avons rapidement trouvé la phrase d’accroche de l’affiche : « Vous avez le droit de garder le silence… pour toujours ! ». Là, je me suis dit qu’on tenait un film. » Ce premier échange a lieu en février 1987. Le mois suivant, William Lustig décide de profiter de la parade de la Fête de la Saint-Patrick pour tourner une scène. Le scénario n'est pas terminé mais Larry Cohen écrit quelques pages. William Lustig fait appel à son ami Sam Raimi qui incarne un journaliste télé. Le scénario ne sera finalisé qu'après. William Lustig trouve le financement auprès de Shapiro-Glickenhaus Entertainment.

### Attribution des rôles
Robert Z'dar est choisi par William Lustig qui l'a découvert dans le thriller The Night Stalker (1987) de Max Kleven.
William Lustig effectue une brève apparition dans le rôle du réceptionniste du motel. Sam Raimi prête quant à lui ses traits à un reporter. Quant au célèbre champion de boxe Jake La Motta, oncle de William Lustig, il campe le personnage d'un détective.

### Tournage
Le tournage a lieu d'août à octobre 1987 à New York (SoHo), Los Angeles (Koreatown, North Hollywood...), Culver City.

## Sortie et accueil

### Critique
À sa sortie, le film reçoit des critiques plutôt négatives de la part de la presse américaine. Dans Variety, le film est décrit comme un « thriller décevant qui gaspille une prémisse étrange. » Caryn James du New York Times l'a quant à lui qualifié de film amateur avec un jeu d'acteur et des dialogues rigides. Chris Willman du Los Angeles Times écrit que le film devient rapidement un clone inintéressant de Vendredi 13. Dans The Washington Post, Richard Harrington parle d'un script « sous-alimenté et évident. »
Lors de la sortie du film en Blu-ray , J. Hurtado du site Screen Anarchy (en) écrit que, malgré ses défauts, Maniac Cop mérite d'être mentionné comme l'un des derniers films grindhouse se déroulant à New York. Tom Becker de DVD Verdict (en) le décrit comme une « gorefest amusante et insensée. » Bill Gibron de DVD Talk le note 4,5/5 et écrit que c'est « l'un des plus beaux joyaux oubliés de l'époque » et qu'il mérite une réévaluation critique. Noel Murray du site The A.V. Club lui donne un B- et le qualifie de film loufoque qui a toujours été destiné à habiter les étagères des magasins de location de vidéos indépendants. Bloody Disgusting lui a attribue la note 5/10 et se demande pourquoi Maniac Cop est considéré comme un film culte alors qu'il a un scénario et une réalisation médiocres, un ton inégal et des tueries ennuyeuses.
Sur le site d'agrégation de critiques Rotten Tomatoes, le film obtient 53% d'avis favorables, pour 15 critiques et une note moyenne de 5⁄10. Sur le site Metacritic, qui utilise une moyenne pondérée, le film obtient la note de 40⁄100 pour 10 critiques.

### Box-office
Le film ne connait qu'une sortie limitée sur le sol américain où il totalise 671 382 $.

## Commentaire
Les deux premières lettres du nom et du prénom du tueur correspondent aussi aux deux premières lettres des composants de son surnom : MAniac COp / MAtt COrdell.

## Suites
- Maniac Cop 2, réalisé par William Lustig en 1990
- Maniac Cop 3 (Maniac Cop 3: Badge of Silence), réalisé par William Lustig et Joel Soisson en 1993

## Projet deremake
Depuis 2015, le cinéaste danois Nicolas Winding Refn tente de développer un remake de Maniac Cop. En 2019, il est révélé que le projet pourrait devenir une série télévisée pour HBO,.